# La convaleciente (María Blanchard)
La convalescente (La convaleciente) es un cuadro de la pintora española María Blanchard realizado en 1925-1926 que se encuentra en el Museo Nacional Centro de Arte Reina Sofía de Madrid.

## Obra
La obra es un pastel sobre cartón con unas dimensiones de 100 por 73 centímetros. Muestra a una joven anónima de edad indefinida marcada por las secuelas físicas de la tuberculosis. Aunque la propia Blanchard padecía tuberculosis, no se puede afirmar con rotundidad que se trate de un autorretrato, pero sí se puede inferir que refleja su estado anímico.
El rostro ovalado y ojos entornados descubren a una persona extenuada, abandonada a su suerte, recostada en un sillón de mimbre, con la cabeza sobre un almohadón y sus manos cruzadas en su regazo, transmitiendo resignación. En la mesa cercana, se muestran dos elementos indispensables para los pacientes de tuberculosis, la jarra de agua y el cuenco, para evitar la sequedad y mitigar los golpes de tos.
En esta obra, Blanchard capta de manera cálida, con una gama de ocres y empleando los efectos y contrastes de luz, el estado de postración que supone esta enfermedad y el de resignación espiritual, provocando en el espectador ternura y emoción contenidas.